# غباری در باد
«غباری در باد» (به انگلیسی: Dust in the Wind) آهنگی است از گروه پراگرسیو راک کنزس که یکی از اعضای گروه با نام کری لیوگرن آنرا نوشت. این آهنگ اولین‌بار در سال ۱۹۷۷ در آلبوم Point of Know Return منتشر شد.
این آهنگ در ۲۲ آوریل ۱۹۷۸ به چایگاه ششم در فهرست ۱۰۰ آهنگ داغ بیلبورد رسید که باعث شد بهترین آهنگ این گروه باشد. نسخهٔ ۴۵rpm تک‌آهنگ آن مجوز فروش طلایی یک میلیونی را از انجمن صنعت ضبط موسیقی ایالات متحده آمریکا دریافت کرد.